# Taeniophora femorata
Taeniophora femorata är en insektsart som beskrevs av Bruner, L. 1907. Taeniophora femorata ingår i släktet Taeniophora och familjen Romaleidae. Inga underarter finns listade i Catalogue of Life.